# Federico De Roberto
Federico De Roberto, né le 16 janvier 1861 à Naples et mort le 26 juillet 1927 à Catane, est un écrivain italien.

## Biographie
Federico De Roberto a grandi à Naples. Il vécut ensuite à Florence et arriva à Milan en 1890. Il écrivit son premier roman Ermanno Raeli en 1889 puis l'Illusione en 1891. Il retourna ensuite en Sicile où il vécut jusqu'à sa mort.

### Publications
- Les Vice-rois, trad. Henriette Valot, Paris, Club bibliophile de France, 1954 (2 vol.) (édition originale : I Viceré, 1894)
- Les Princes de Francalanza, nouvelle traduction des Viceré par Nathalie Bauer, Paris, Stock, 2007 (rééd. "Points" Seuil, 2008)
- Adriana: un racconto inedito e altri di Federico De Roberto (introduzione di Rosario Castelli postfazione di Antonio Di Grado), Giuseppe Maimone Editore, Catania 1998